# Munizipalität Schuachewi
Die Munizipalität Schuachewi (georgisch შუახევის მუნიციპალიტეტი, Schuachewis munizipaliteti) ist eine Verwaltungseinheit (etwa entsprechend einem Landkreis) in der Autonomen Republik Adscharien in Georgien. Sie hat 14.900 Einwohner (Stand: 2021).

## Geographie
Das Verwaltungszentrum der Munizipalität Schuachewi ist die Minderstadt Schuachewi. Die Fläche beträgt 588 km². Die Einwohnerzahl war mit 15.044 (2014) gegenüber der vorangegangenen Volkszählung (21.850 Einwohner 2002) stark gesunken.
Bevölkerungsentwicklung
Anmerkung: Volkszählungsdaten

Im Norden wird die Munizipalität Schuachewi von den Munizipalitäten Osurgeti und Tschochatauri, im Osten von der Munizipalität Chulo, im Westen von den Munizipalitäten Keda und Kobuleti sowie im Süden von der Türkei begrenzt. Die Munizipalität ist gebirgig. Die höchsten Berge im Verwaltungsbezirk sind Chewa mit 2812 Metern (im Schawschet-Gebirge an der Grenze zur Türkei) und Taginauri mit 2662 Metern (im Meschetischen Gebirge im nördlichen Teil der Munizipalität). Der größte Fluss ist der Adschariszqali. Die Munizipalität ist reich an Bodenschätzen und Mineralquellen, das Klima ist in den Tälern subtropisch. Die durchschnittliche Lufttemperatur liegt bei 11,4 °C und der durchschnittliche Niederschlag beträgt 1200–1500 mm.
Die größten Ortschaften neben Schuachewi (797 Einwohner) sind mit jeweils über 500 Einwohnern Chitschauri, Nenia, Nigaseuli und Purtio (2014). Die Munizipalität gliedert sich in den eigenständigen Hauptort Schuachewi sowie neun Gemeinden (georgisch temi, თემი) mit insgesamt 68 Ortschaften:
| Gemeinde   | Anzahl Ortschaften | Einwohner (2014) |
| ---------- | ------------------ | ---------------- |
| Baratauli  | 7                  | 918              |
| Dghwani    | 5                  | 1158             |
| Oladauri   | 7                  | 1143             |
| Samleti    | 8                  | 2876             |
| Schuachewi | 8                  | 1348             |
| Schubani   | 7                  | 883              |
| Tschwana   | 11                 | 3208             |
| Utschambi  | 9                  | 1692             |
| Zqalsaqari | 6                  | 1021             |

## Galerie

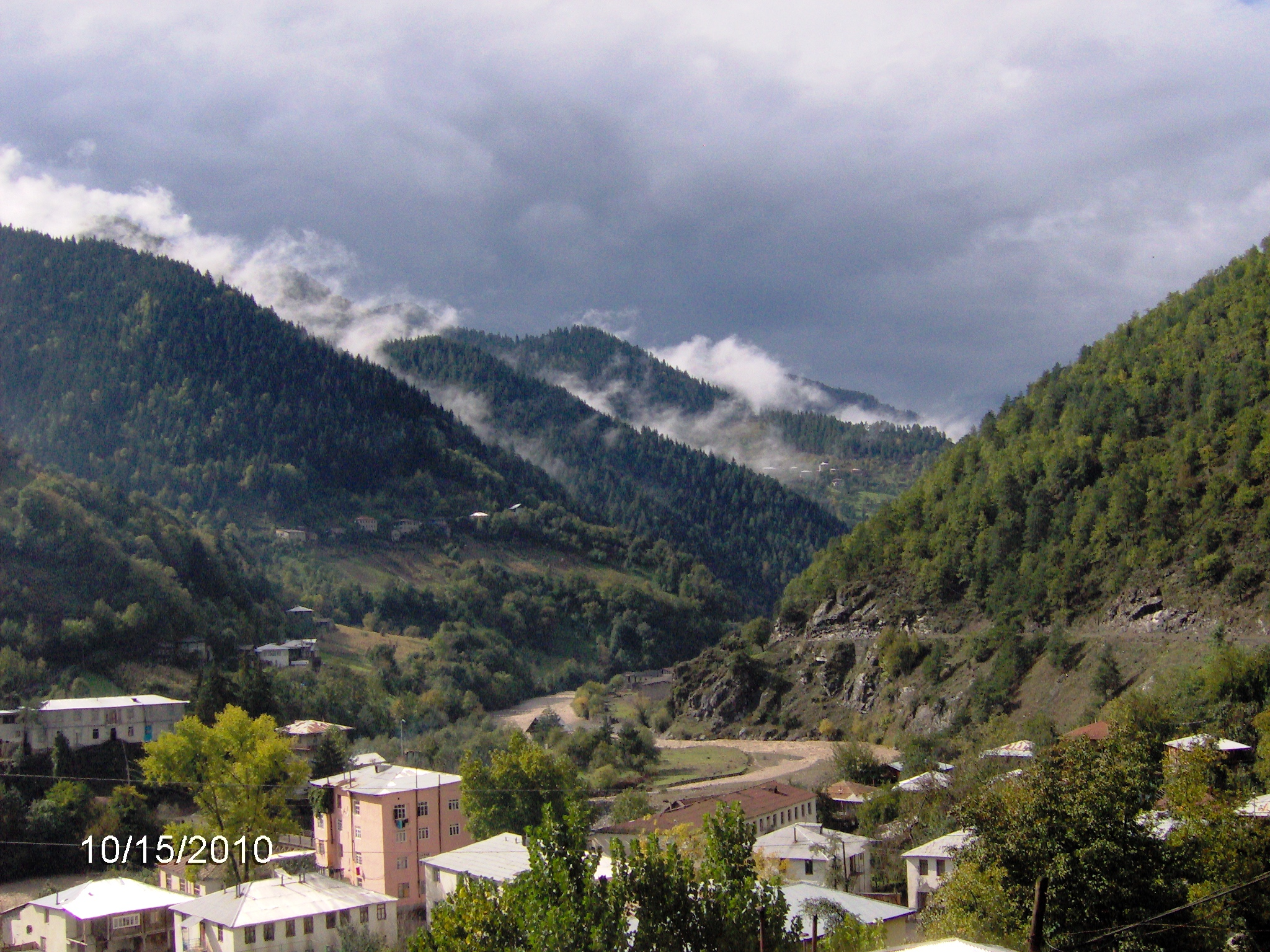
Schuachewi, Hauptort der Munizipalität
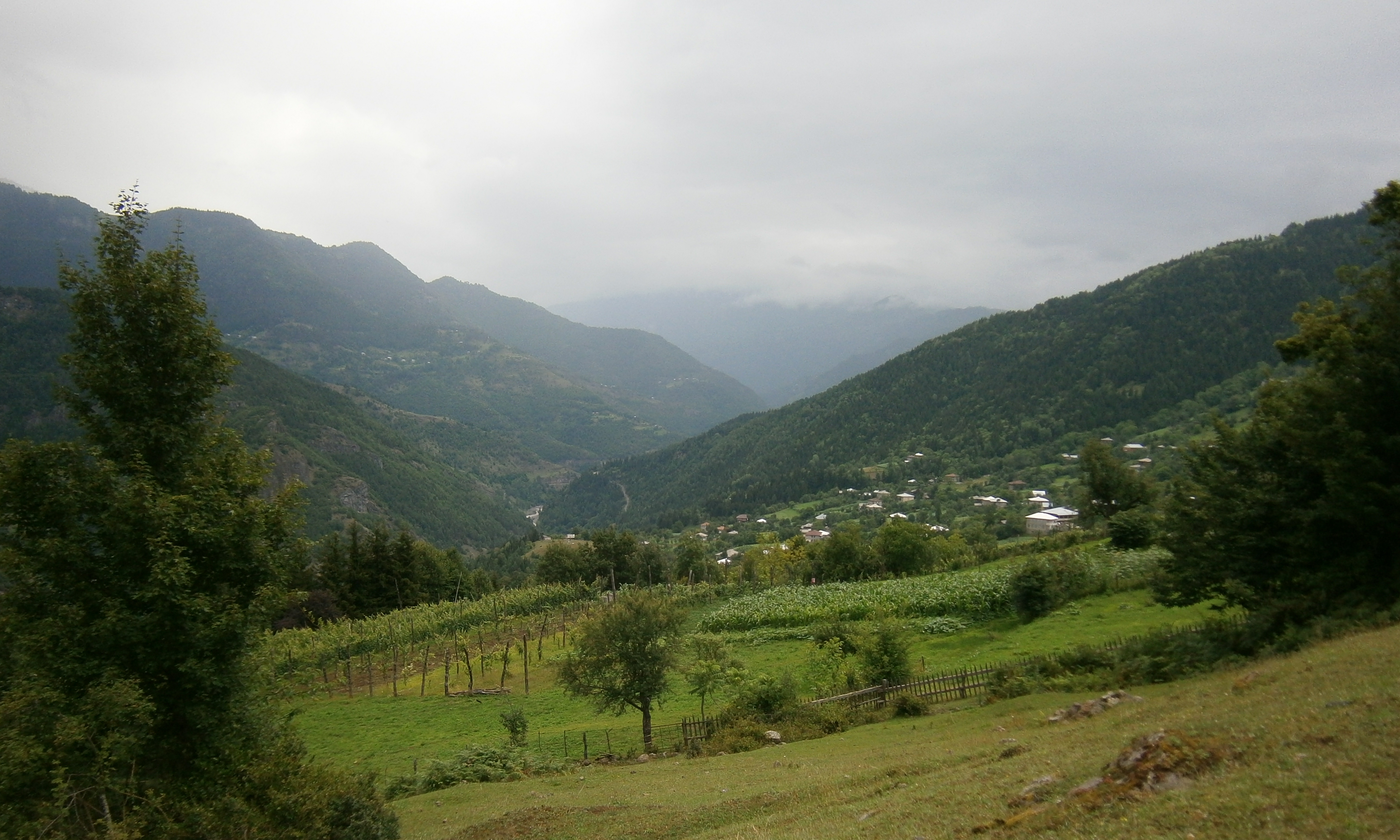
Das Dorf Nenia (Gemeinde Samleti)
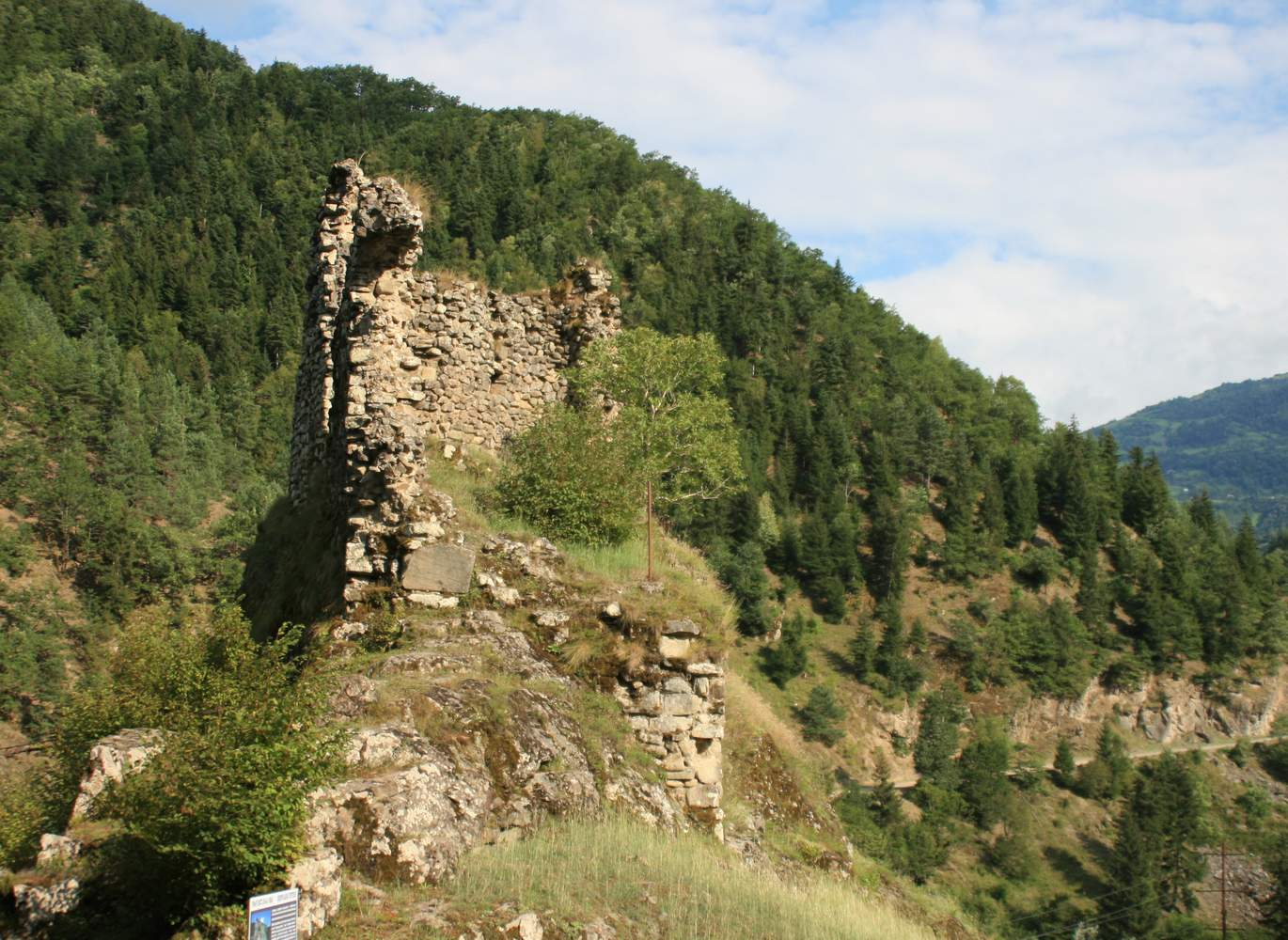
Burgruine Okropilauri beim gleichnamigen Dorf (Gemeinde Schuachewi)
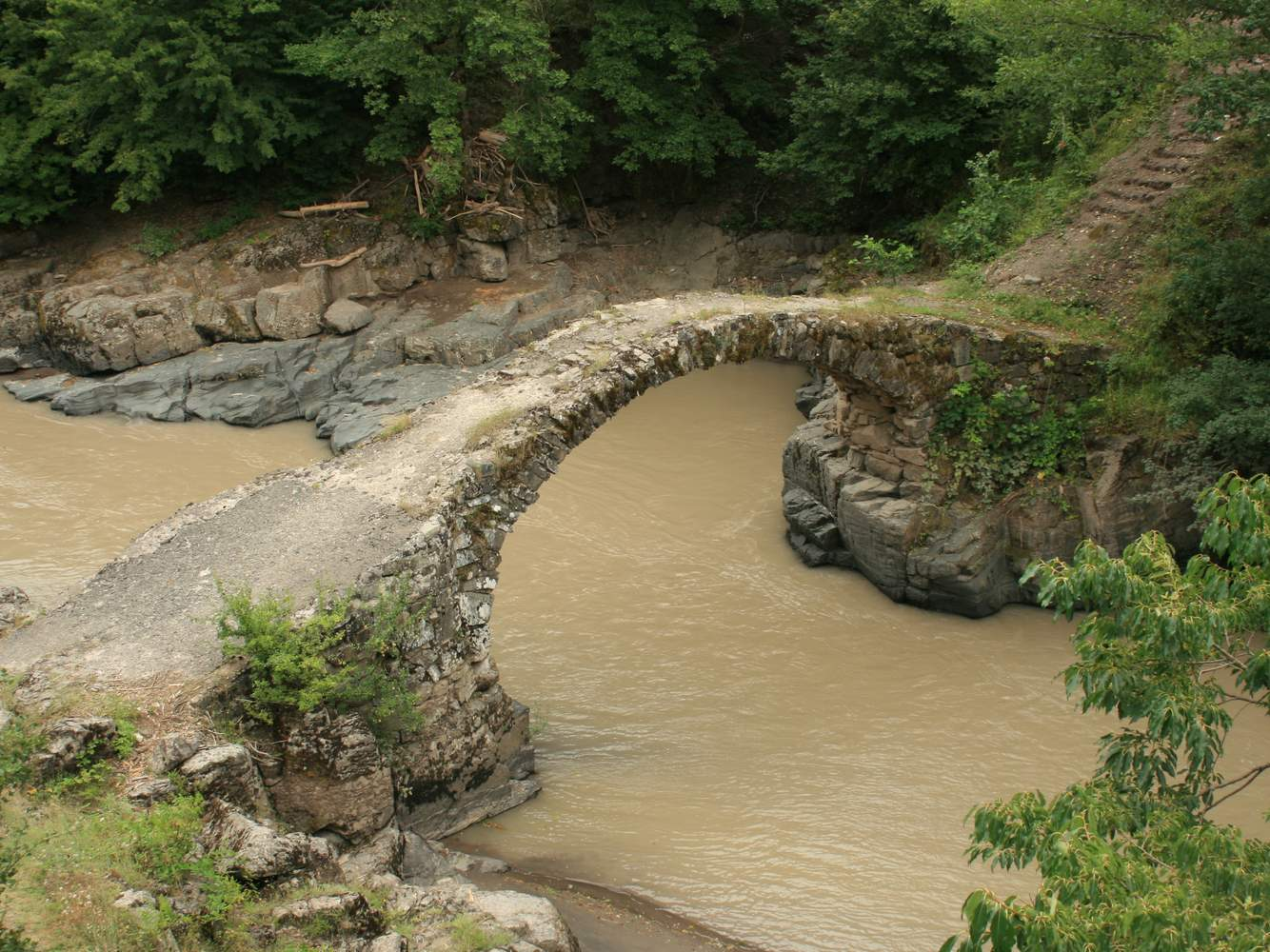
Brücke bei Purtio (Gemeinde Samleti) über den Adschariszqali (11./12. Jahrhundert)
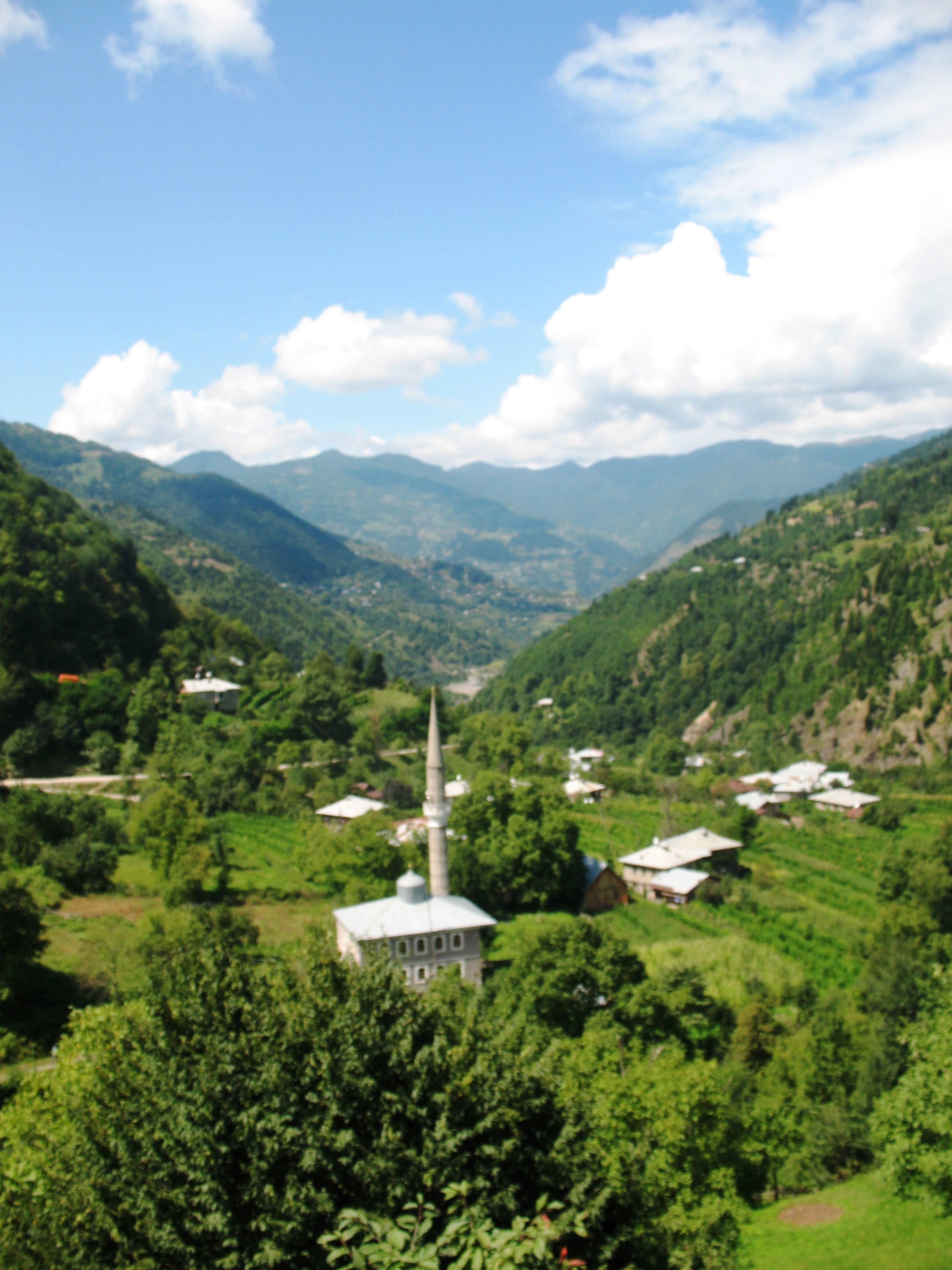
Moschee im Dorf Tschala (Gemeinde Tschwana)